# Praesusica placerodes
Praesusica placerodes är en fjärilsart som beskrevs av Turner 1927. Praesusica placerodes ingår i släktet Praesusica och familjen snigelspinnare. Inga underarter finns listade i Catalogue of Life.